# 安德斯·约翰松 (乒乓球运动员)
安德斯·约翰松（瑞典語：Anders Johansson，1955年1月10日—），瑞典男子乒乓球运动员。他曾获得1973年世界乒乓球锦标赛男子团体金牌。 